# Princess Royal

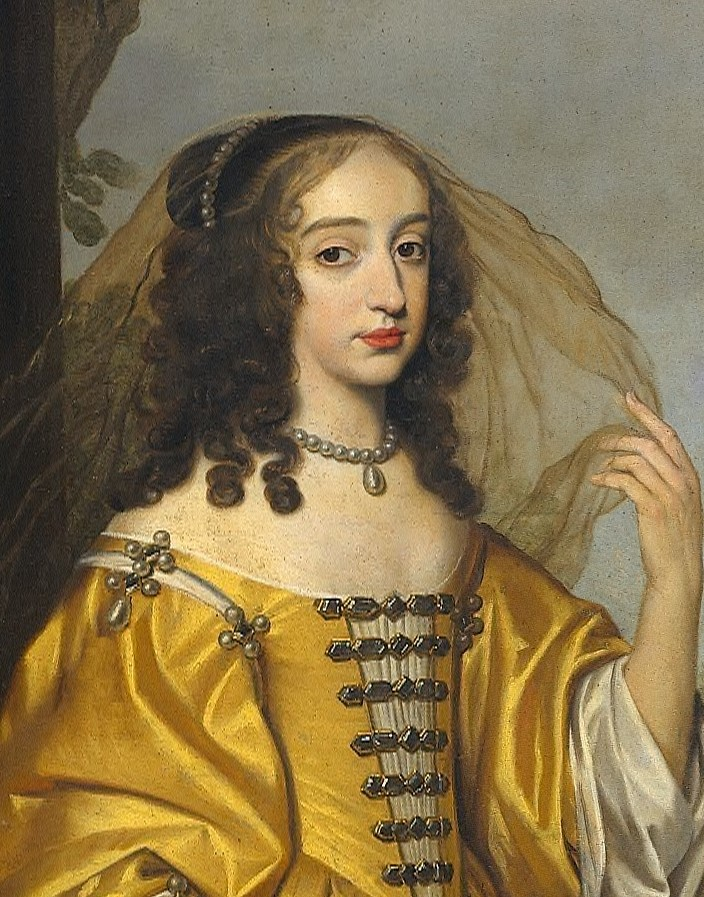
Marie Henriette Stuart

Princess Royal är en titel som ofta används av den äldsta dottern till den brittiska monarken. Det är inte en titel för en tronarvinge eller ett pärskap utan enbart en hederstitel för den äldsta dottern till monarken, men det är ingen titel som automatiskt tillkommer henne, utan en som aktivt måste ges av monarken. Det räknas som den högsta hederstitel som kan delas ut till en kvinnlig medlem av det brittiska kungahuset.
Titeln skapades 1642, när Karl I:s franska drottning Henrietta Maria ville ge sin äldsta dotter en titeln som motsvarade, Madame Royale, en titel som då förekom i det franska kungahuset.

## Lista på Princess Royal
Innehavarna av titeln:
- 1642-1660: Maria, prinsessa av Oranien
- 1727-1759: Anna av Storbritannien (1709–1759)
- 1789-1828: Charlotte av Storbritannien
- 1841-1901: Viktoria av Storbritannien (tysk kejsarinna)
- 1905-1931: Louise av Storbritannien (1867–1931)
- 1932-1965: Mary av Storbritannien
- 1987-: Prinsessan Anne, Princess Royal